# 近藤定男
近藤 定男（こんどう さだお、1979年11月21日 - ）は、日本の男性総合格闘家。兵庫県出身。BLUE DOG GYM所属。

## 来歴
2006年8月13日、第6回東日本アマチュア修斗選手権・ミドル級（9名参加）に出場。決勝で松本光史にヒールホールドで一本負けし、準優勝となった。9月24日の全日本アマチュア修斗選手権では1回戦で判定負け。
2006年12月23日、大宮フリーファイト54で高木健太と対戦し、腕ひしぎ十字固めで一本負け。
2008年1月14日、DEEP初参戦となったclub DEEP 東京で石島大悟と対戦し、3-0の判定勝ちを収めた。
2009年8月23日、DEEP 43 IMPACTで伊藤有起と対戦し、判定1-0でドローとなり、プロデビュー以来初めて勝ち星を逃した。
2009年12月19日、DEEP初のケージ大会となったDEEP CAGE IMPACT 2009で坪井淳浩と対戦し、3-0の判定勝ちを収めた。
2010年7月3日、DEEP 48 IMPACTで梅田恒介と対戦し、0-3の判定負け。プロ初黒星となった。
2010年9月26日、CAGE FORCE初参戦となったCAGE FORCEで宮崎直人と対戦し、0-3の判定負けを喫した。

## 戦績

### 総合格闘技
| 総合格闘技 戦績 | 総合格闘技 戦績 | 総合格闘技 戦績 | 総合格闘技 戦績 | 総合格闘技 戦績 | 総合格闘技 戦績 | 総合格闘技 戦績 |
| --------------- | --------------- | --------------- | --------------- | --------------- | --------------- | --------------- |
| 9 試合          | (T)KO           | 一本            | 判定            | その他          | 引き分け        | 無効試合        |
| 6 勝            | 1               | 0               | 5               | 0               | 1               | 0               |
| 2 敗            | 0               | 0               | 2               | 0               | 1               | 0               |

| 勝敗 | 対戦相手 | 試合結果                | 大会名                                                  | 開催年月日     |
| ○    | 大原樹理 | 5分2R終了 判定3-0       | DEEP 51 IMPACT                                          | 2010年12月11日 |
| ×    | 宮崎直人 | 3分3R終了 判定0-3       | CAGE FORCE                                              | 2010年9月26日  |
| ×    | 梅田恒介 | 5分2R終了 判定0-3       | DEEP 48 IMPACT                                          | 2010年7月3日   |
| ○    | 坪井淳浩 | 5分2R終了 判定3-0       | DEEP CAGE IMPACT 2009 第1部                             | 2009年12月19日 |
| △    | 伊藤有起 | 5分2R終了 判定1-0       | DEEP 43 IMPACT                                          | 2009年8月23日  |
| ○    | 岸本泰昭 | 5分2R終了 判定2-0       | club DEEP TOKYO in 1st RING                             | 2009年3月14日  |
| ○    | 広瀬和哉 | 2R 3:55 TKO（パウンド） | DEEP PROTECT IMPACT 2008                                | 2008年12月22日 |
| ○    | 松田真吾 | 5分2R終了 判定3-0       | CLUB DEEP TOKYO in 新宿FACE                             | 2008年3月29日  |
| ○    | 石島大悟 | 5分2R終了 判定3-0       | club DEEP 東京 & フューチャーキングトーナメント全国大会 | 2008年1月14日  |